# 2.ª Brigada Mixta (Ejército Popular de la República)
La 2.ª Brigada Mixta fue una unidad del Ejército Popular de la República que combatió durante la Guerra Civil Española.

## Historial
La unidad fue creada el 13 de octubre en Ciudad Real, formada a partir de milicias extremañas, milicias ferroviarias, y fuerzas militares de la guarnición de Madrid. El jefe de milicias Jesús Martínez de Aragón se hizo cargo del mando de la brigada.
Tras un período de formación, el 15 de noviembre la brigada mixta fue traslada a Madrid por ferrocarril, llegando a la zona Huerta y siguiendo a pie hasta la zona de Ocaña-Noblejas y luego a la primera línea de combate. Dos días después fue enviada a la Ciudad Universitaria, donde quedó en la reserva. Durante los siguientes meses estuvo cubriendo el sector que iba desde la tapia sur de la Casa de Campo hasta la Puerta del Ángel, pero el nivel de desgaste fue tal que tuvo que ser retirada a la retaguardia para reorganizarse y reequiparse. Consecuencia de la reorganización general de las fuerzas del Frente de Madrid, la 2.ª BM fue agregada a la 10.ª División del I Cuerpo de Ejército. Entre el 9 y el 14 de abril la brigada mixta participó en un fallido ataque contra el Cerro Garabitas del que salió con numerosas bajas, entre ellas el comandante de la brigada, Martínez de Aragón, que falleció. Este sería reemplazado por el jefe de uno de los batallones, el mayor de milicias José Gallego Pérez, y la unidad tuvo que ser rehecha.
En julio participó en la Batalla de Brunete, ocupando la población de Villanueva del Pardillo el 7 de julio. Al día siguiente participó junto a otras unidades en la toma de Castillo de Villafranca, y unos días después pasó a la defensiva, relevando a la 31.ª División en la zona de Villanueva de la Cañada, coincidiendo con el agotamiento de la ofensiva republicana. Tras el final de los combates la unidad volvió al frente madrileño, sin volver a participar en operaciones de relevancia durante casi un año.
En la primavera de 1938 la 2.ª BM marchó al frente de Levante para intentar frenar la ofensiva franquista, después de que las fuerzas de Franco hubieran llegado al Mediterráneo. Hacia el 22 de abril se encuentra defendiendo el sector de Villafranca-Cantavieja-Iglesuela del Cid, entre las provincias de Castellón y Teruel. En los combates que sostuvo la brigada salió muy mal parada, sufriendo fuertes pérdidas y pasando a la reserva para reconstituirse.
A comienzos de 1939 se trasladó al frente de Extremadura y quedó encuadrada en la 64.ª División del XVII Cuerpo de Ejército. Fue destinada al sector de Hinojosa del Duque-Valsequillo, con la misión de impedir el cerco de las fuerzas republicanas que se encontraban dentro de la bolsa de Valsequillo. Durante los siguientes días realizó numerosos ataques contra las posiciones enemigas en Sierra Trapera y en Mocitas-Mataborrachas. En los últimos momentos fue enviada al interior de la bolsa, donde cubrió el repliegue republicano. La 2.ª BM salió muy quebrantada de la batalla de Valsequillo, viéndose obligada a reducir su tamaño a dos batallones, por lo que fue retirada a Santa Eufemia para una nueva reestructuración. A pesar de que en octubre de 1938 las brigadas mixtas recibieron la orden de redactar un historial operativo de cada unidad, lo cierto es que no hay constancia de cuál fue su final; al parecer se encontraba en Levante cuando terminó la contienda.

## Mandos
Comandantes
- Mayor de milicias Jesús Martínez de Aragón;
- Mayor de milicias José Gallego Pérez;
- Mayor de milicias Ignacio Esnaola Iraola;
- Mayor de milicias Carlos Cornejo;

Comisarios
- Felipe Gómez Hernando;
- Antonio Jiménez Soler, del PCE;[5]